# Nienke Homan
Nienke Homan (Groningen, 10 mei 1979) is een Nederlands voormalig politica van GroenLinks.

## Levensloop voor de politiek
Na het Atheneum op het Ubbo Emmius Lyceum, studeerde Homan tussen 1997 en 2003 sociaalpedagogische hulpverlening op de Hanzehogeschool Groningen. In de laatste twee jaar van haar studie werkte ze als pedagogisch medewerker van Elker, een jeugdzorgorganisatie in Groningen. In 2005 was zij projectleider bij Greenpeace op een project over giftige stoffen. Tussen 2005 en 2012 werkte zij als trajectbegeleider bij de jeugdinrichting Het Poortje. Tussen 2010 en 2015 werkte zij als materiedeskundige op het Keurmerkinstituut in Zoetermeer. Daarnaast werkte zij tussen 2013 en 2014 als kwaliteitsfunctionaris bij de kraamzorgorganisatie Groene Kruis in Groningen. Vanaf 2014 was zij bestuurslid bij de Raffinage, een coöperatieve vereniging die het terrein van de Suiker Unie een nieuwe bestemming wilde geven. In 2014 startte zij een eigen bedrijf, Over & Nieuw, dat zich bezighield met duurzame interieurproducten zoals platenrekken.

## Politieke levensloop
Naast haar werkzaamheden was Homan actief binnen GroenLinks: tussen 2005 en 2007 was zij algemeen bestuurslid van GroenLinks in Groningen. In 2010 was zij campagneleider van GroenLinks in die stad voor de Tweede Kamerverkiezingen en 2011 was zij campagneleider van GroenLinks voor de Provinciale Statenverkiezingen in de provincie Groningen. Tussen 2011 en 2012 was zij voor GroenLinks burgerlid in de commissie Welzijn, Cultuur, Wonen en Leefbaarheid van de Provinciale Staten Groningen. In 2012 werd zij lid van de Provinciale Staten van Groningen. Ruim een jaar later werd ze fractievoorzitter.
In 2015 werd Homan gedeputeerde met als portefeuille energie, energietransitie, milieu, facilitaire zaken, personeel en ICT in de provincie Groningen. Ze was daarmee de jongste vrouwelijke gedeputeerde van Nederland. Vanuit haar functie werd ze lid van de adviescommissie Regionale economie en energie en de Adviescommissie Vergunningverlening, Toezicht en Handhaving van het IPO en lid van de Raad van Commissarissen van de Blauwe Stad. In 2018 en 2019 onderhandelde Nienke Homan namens het IPO aan de industrietafel van het Nationale Klimaatakkoord. Bij de verkiezingen van Provinciale Staten in 2019 werd de partij groenLinks onder aanvoering van Nienke Homan de grootste in de provincie Groningen en leidde Homan de onderhandelingen. Die leidden tot een brede coalitie van GroenLinks, PvdA, D66, VVD, CDA, ChristenUnie. Vanaf 2019 is Homan opnieuw gedeputeerde met ditmaal in haar portefeuille energietransitie en regionale energietransitie, klimaat, water, Nationaal Programma Groningen en Gebied Zuidoost-Groningen. Vanuit die rol is Homan lid van vele commissies en stuurgroepen die zich vooral richten op het tegengaan van klimaatverandering en het reduceren van de CO2 uitstoot. Homan staat bekend om haar grote rol in het aanjagen van de groene waterstof economie en zit in vele (internationale) commissies die zich bezig houden met voornamelijk industrie, infrastructuur en groene waterstof. 
Bij de Tweede Kamerverkiezingen 2017 is zij, als 47e kandidaat op de lijst, een van de lijstduwers voor GroenLinks.
Nienke Homan was als gedeputeerde bedenker en initiatiefnemer van de Noordelijke Klimaattop 2017; het praktische vervolg op de Nationale Klimaattop in 2016. Daarnaast is ze actief op social media, de eerste vloggende gedeputeerde en houdt ze een blog over de zoektocht naar eerlijke waterstof bij. In haar periode als gedeputeerde zette ze, als onderdeel van het college van Gedeputeerde Staten van de provincie Groningen, ‘sociale windmolens’ op de kaart: windmolens voor en door Groningers. Tevens zette ze samen met college gedeputeerde Brouns waterstof als alternatief voor aardgas in de industrie op de kaart en werd ze daarmee de ‘waterstof-vrouw” van Nederland. 
Homan ontving meerdere prijzen voor haar werk als gedeputeerde. Zo ontving ze in februari 2020 de Reuringprijs vanwege de bijzonder vernieuwende manier van communiceren waarmee ze mensen in beweging brengt, maar ook en vooral haar drive en visie om de energietransitie in Groningen tot een succes te maken. In maart 2020 ontving ze een prijs als “meest onverschrokken bestuurder” omdat zij niet wegduikt duikt niet wegduikt voor moeilijke keuzes in de energietransitie, en deze ook verdedigt in zaaltjes, zij gaat het gesprek aan.
Bij de Tweede Kamerverkiezingen 2021 is zij, als 42e kandidaat op de lijst, een van de lijstduwers voor GroenLinks. Per 1 december 2021 is Homan gestopt als gedeputeerde van Groningen. Sindsdien maakt zij deel uit van het bestuur van Green Hydrogen Organisation (GH2).
Nienke Homan is getrouwd en heeft drie kinderen.